# Мялк, Вадим Янович
Вадим Янович Мялк (26 мая 1925 — 15 августа 1996) — актёр Приморского драматического театра им. М.Горького, народный артист РСФСР.

## Биография
Его отец — Ян Яковлевич Мялк, выходец из Эстонии, приехал осваивать Приморье в 1892 году.
Вадим Янович Мялк родился в 1925 году, после школы окончил фельдшерский техникум, затем учился в медицинском институте.
В 1942 году был отправлен в Благовещенское пехотное училище. Во время Великой Отечественной войны в составе 8-й гвардейской армии 1-го белорусского фронта командовал противотанковым взводом. Принимал участие в освобождении Польши, брал Варшаву, Берлин, участвовал во взятии Рейхстага. Военную службу закончил в 1946 году.
После окончания войны Вадим Янович Мялк закончил театральную студию при краевом драматическом театре имени М. Горького во Владивостоке. С 1949 года до последних дней жизни работал в театре.
Скончался Вадим Янович в 1996 году. Похоронен на Лесном кладбище г. Владивостока.

## Деятельность
Кроме работы в театре, Вадим Янович Мялк вёл литературную передачу «Батальоны встают на поверку» на Приморском радио, а также снимался в художественном фильме «Хлеб» владивостокского кинорежиссёра Альберта Масленникова.

## Заслуги

### Награды
- Награждён орденом Красной Звезды и орденом Отечественной Войны 2-й степени.
- 21 февраля 1991 года награждён орденом Трудового Красного Знамени за заслуги в развитии советского театрального искусства.[1]
- Первым в Приморском крае был награждён медалью А. Присяжнюка за большой вклад в развитие театральной культуры.

### Почётные звания
- 21 мая 1970 присвоено звание Заслуженного артиста РСФСР.
- 30 апреля 1985 присвоено звание Народного артиста РСФСР.
- 28 мая 1995 присвоено звание Почётного гражданина города Владивостока[2]

## Память
На фасаде дома по адресу г. Владивосток, ул. Светланская 105, где проживал Вадим Янович Мялк, установлена мемориальная доска в его память.
Приморский академический краевой драматический театр им. М.Горького учредил премию имени Вадима Яновича Мялка за лучшие работы актёров театра.